# Jocks
Jocks è un film italiano del 1983 diretto da Riccardo Sesani.

## Trama
D.J. e Hi.Fi sono due ambiziosi disc-jockey che decidono di unire le loro forze per organizzare uno spettacolo faraonico. Privi di denaro, i due si illudono di risolvere il problema coinvolgendo nel progetto un impresario, che però si rivela ben presto poco serio. Disperati, trovano finalmente i fondi necessari grazie alla zia di Kim, una ragazza da loro salvata da alcuni malintenzionati. Quando tutto sembra andare in porto, tra i due amici nasce una spiacevole gelosia causata da Kim; Hi.Fi. si comporta con l'amico nel modo peggiore, facendolo rapire da dei teppisti, ma alla fine i due amici si riappacificano e lo spettacolo, con Kim primadonna, ottiene un successo strepitoso.